# San Nicolas (Ilocos Norte)
San Nicolas ist eine Stadtgemeinde in der philippinischen Provinz Ilocos Norte und liegt südlich des Flusses Padsan. Im Jahre 2015 zählte sie 36.736 Einwohner. Das Land ist hauptsächlich sehr flach und eignet sich gut für die Landwirtschaft. San Nicolas ist auch bekannt für seine Töpferwaren.
San Nicolas ist in folgende 24 Baranggays aufgeteilt:
| - San Agustin - San Baltazar - San Bartolome - San Cayetano - San Eugenio - San Fernando - San Francisco - San Gregorio - San Guillermo - San Ildefonso - San Jose - San Juan Bautista | - San Lorenzo - San Lucas - San Marcos - San Miguel - San Pablo - San Paulo - San Pedro - San Rufino - San Silvestre - Santa Asuncion - Santa Cecilia - Santa Monica |

## Söhne und Töchter
- Patricio Abella Buzon (* 1950), katholischer Geistlicher, Bischof von Bacolod